# کوچابا
کوچابا (به لاتین: Kuczaba) یک کوه در لهستان است که در Lower Silesian Voivodeship, Poland واقع شده‌است. کوچابا ۶۵۴ متر بالاتر از سطح دریا واقع شده‌است.